# Грађанска кућа у Ул. Јужноморавских бригада 93
Грађанска кућа у Ул. Јужноморавских бригада 93 је грађевина која је саграђена 1909. године. С обзиром да представља значајну историјску грађевину, проглашена је непокретним културним добром Републике Србије. Налази се у Лесковцу, под заштитом је Завода за заштиту споменика културе Ниш.

## Историја
У састав старе трговачке чаршије у центру Лесковца, у улици Јужоморавских бригада број 93, је улазила и спратна зграда трговца Цвртковића-Лешњака. Грађена је, како је записано на фасади зграде, 1909. године. Кућа представља трговачки магацин са продајним простором у приземљу и собама на спрату. У средишњем делу је балкон са гвозденом оградом. По фасади су пиластри са канелурама и два већа барокна медаљона у којима су уписане године изградње и иницијали власника зграде „МЦ”. Изнад балконских врата, лево и десно је по један пиластер са медаљонима у којима су представе атропоморфног карактера. Садржи и геометријску декорацију изнад прозорских отвора. Власник куће је Мика Цветковић – Лешњак који је заједно са Тодором Цекићем Лешњаком, Алеком Цекићем и браћом Кржалић био један од највећих и најпознатијих трговаца вином у периоду између два светска рата. У централни регистар је уписана 23. априла 1991. под бројем СК 926, а у регистар Завода за заштиту споменика културе Ниш 18. фебруара 1991. под бројем СК 274.